# Manifest der rassistischen Wissenschaftler
Das Manifest der rassistischen Wissenschaftler (ital.: Manifesto degli scienzati razzisti oder kurz Manifesto della razza) ist ein im Auftrag Mussolinis vom italienischen Anthropologen Guido Landra und weiteren Wissenschaftlern erarbeitetes pseudowissenschaftliches Grundlagenpapier, das am 14. Juli 1938 anonym im Il Giornale d’Italia veröffentlicht wurde und als Gründungsdokument des faschistischen Staatsantisemitismus angesehen wird.

## Geschichte
Im Februar 1938 beauftragte Mussolini den jungen antisemitischen und faschistischen Anthropologen Guido Landra (1913–1980), mit weiteren Wissenschaftlern die Grundlagen der faschistischen Rassenpolitik zu formulieren. Unter der Mitwirkung und Unterstützung weiterer neun Wissenschaftler entstand ein Grundsatzpapier in der Form eines Dekalogs, das in wesentlichen Punkten Mussolinis Handschrift aufwies. Es wurde am 14. Juli 1938 anonym im Il Giornale d’Italia unter dem Titel Der Faschismus und die Probleme der Rasse veröffentlicht und am 25. Juli erschien eine Pressemitteilung der Nationalen Faschistischen Partei (PNF) in der zehn Wissenschaftler als Autoren und Unterstützer und das italienische Ministerium für Volkskultur als Sponsor benannt wurden.
Als Autoren und Unterstützer wurden die Wissenschaftler Lino Businco, Lidio Cipriani, Leone Franzi, Guido Landra, Marcello Ricci, Artuso Donaggio, Nicola Pende, Franco Savorgnan, Sabato Visco und Eduardo Zavattari genannt.
Besondere Bedeutung kommt dem Vorgang in drei Punkten zu:
1. Die Ausarbeitung und Veröffentlichung des Manifests fiel mit der Vorbereitung der italienischen Rassengesetze zusammen.
2. Im Manifest wurde ein völkisch biologistisches Prinzip zum Leitgedanken des faschistischen Rassismus und Antisemitismus erhoben.
3. Durch das Manifest wurden die faschistischen Positionen in der Rassenfrage mit denen des Nationalsozialismus kompatibel gemacht.

## Inhalt
Der Dekalog ging von der Ungleichheit und Ungleichwertigkeit der Rassen aus, die auf biologistischen Unterscheidungskriterien beruhten. Es existiere eine razza italiana arischen Ursprungs, die über Jahrtausende „rein“ geblieben sei und sich nicht mit Rassen außereuropäischen Ursprungs vermischen solle. Die jüdische Rasse sei nicht europäischen Ursprungs und unterscheide sich grundlegend von der italienischen.

## Wertungen
Der Schweizer Historiker Aram Mattioli bezeichnete das „Machwerk“ als Gründungsdokument des faschistischen Staatsantisemitismus. Der italienische Historiker und Mussolini-Biograf Renzo De Felice sah die Unterzeichnung des Dokuments durch die Wissenschaftler vom wissenschaftlichen, politischen und moralischen Standpunkt gesehen als eine der schlimmsten und schäbigsten Episoden der faschistischen Zeit an.